# 张蔚岑
张蔚岑（1895年—1990年），男，直隶（今河北）香河人，中国出版家、政治人物，曾任山东省政协副主席，中国民主建国会中央委员会常务委员，第三、四、五、六届全国政协委员。